# Adenin
Adenin (C5H5N5) er en purin nukleobase, der findes i både DNA og RNA. I DNA's dobbelthelix danner adenin to hydrogenbindinger med pyrimidinen thymin, mens den i RNA kan baseparre med uracil i dobbeltstrengede områder.
Adenin er også den purin der indgår i det biologiske energimolekyle adenosintrifosfat, ATP. Endelig er basen også synonym med vitamin-B4.
| Biokemi | Spire Denne biokemiartikel er en spire som bør udbygges. Du er velkommen til at hjælpe Wikipedia ved at udvide den. |